# Ademnood (single)
Ademnood is een Nederlandstalige cd-single van de Nederlandse gelegenheidsformatie Linda, Roos & Jessica uit november 1995. De single stond in Nederland zeven weken op nummer 1 in zowel de Single Top 100 als de Nederlandse Top 40 (op destijds Radio 538) en de publieke hitlijst; toentertijd de Mega Top 50 op Radio 3FM en behaalde de platina status.

## Ontstaan

### Context
Ter gelegenheid van de 1000ste aflevering van de soapserie Goede tijden, slechte tijden werd in 1995 een gelijknamig muziekalbum uitgebracht. Op het album stonden zowel de originele als de vernieuwde herkenningsmelodie, ingezongen door Ingrid Simons en Martijn Schimmer. De rest van het album was gevuld met sololiederen, duetten en een trio, gezongen door verschillende vaste acteurs uit de serie van toentertijd. Alle liederen die op dit album te horen waren, waren speciaal voor de betreffende acteurs geschreven.

### Ademnood
Jochem Fluitsma en Eric van Tijn schreven het nummer “Ademnood”, en namen een demo op met de toen nog onbekende zangeres Trijntje Oosterhuis.
De definitieve versie werd ingezongen door de GTST-karakters Linda Dekker (gespeeld door Babette van Veen), Roos Alberts (gespeeld door Guusje Nederhorst) en Jessica Harmsen (gespeeld door Katja Schuurman). Oosterhuis bleef op het eindresultaat wel te horen in de achtergrondzang.
In eerste instantie zouden ook de karakters Janine Elschot (gespeeld door Caroline De Bruijn) en Anita Dendermonde (gespeeld door Sabine Koning) meezingen met "Ademnood", maar de actrices zegden op het laatste moment af. In het lied wordt vanuit het vrouwelijk perspectief een succesvol verlopen onenightstand bezongen, waarbij de vrouw de controle heeft.
De nacht was heftig
Je krijgt van mij een dikke tien (oh-hoh) 
'k Ging voor je lichaam
Daarna zou ik wel verder zien (eh-heh) 

- Eerste couplet Ademnood
Toen het album uitkwam, werd het meteen een commercieel succes. Het behaalde de 11de plaats in de Album Top 100 en de single "Ademnood" stond zeven weken lang op nummer 1 in zowel de Nederlandse Top 40, Single Top 100 als de Mega Top 50. Tijdens het gala van de 1000ste aflevering werd ook de videoclip van "Ademnood" vertoond en hierop volgde ook een single met het lied én de karaokeversie. In november 1996 ontvingen Linda, Roos en Jessica voor de single een gouden plaat. Ademnood zou uiteindelijk zo’n 120.000 keer over de toonbank gaan.
Televisieproducent Joop van den Ende was aanvankelijk niet zo blij met het muzikale succes van zijn actrices, omdat hij vreesde dat de optredens van het trio niet goed te combineren waren met hun acteerwerk. Na intensief overleg en na fiat van Van den Ende zelf kreeg een partycentrum in Uitgeest in december 1995 uiteindelijk de primeur van het eerste optreden.
Na het succes van Ademnood maakten Linda, Roos en Jessica als trio nog enkele andere singles die de hitlijsten in Nederland wisten te bereiken, en waagden Babette van Veen en Katja Schuurman zich kortstondig aan een solocarrière in de muziek.

## Parodie
Twee producers voorzagen Ademnood van een nieuwe tekst, en lieten deze inzingen door twee dames en een heer. Voor de hoes en de videoclip werden Tina, Toos en Tessa ingezet, een gelegenheidstrio van drie travestieten. De parodie “Waardeloos”, die een waardeloze minnaar bezingt die maar beter terug kan gaan naar z’n eigen vrouw, wist in 1996 de zevende plek in de Nederlandse Top 40 te bereiken.

## Hitnoteringen

### Nederlandse Top 40
| Hitnotering: 25-11-1995 t/m 23-03-1996 | Hitnotering: 25-11-1995 t/m 23-03-1996 | Hitnotering: 25-11-1995 t/m 23-03-1996 | Hitnotering: 25-11-1995 t/m 23-03-1996 | Hitnotering: 25-11-1995 t/m 23-03-1996 | Hitnotering: 25-11-1995 t/m 23-03-1996 | Hitnotering: 25-11-1995 t/m 23-03-1996 | Hitnotering: 25-11-1995 t/m 23-03-1996 | Hitnotering: 25-11-1995 t/m 23-03-1996 | Hitnotering: 25-11-1995 t/m 23-03-1996 | Hitnotering: 25-11-1995 t/m 23-03-1996 | Hitnotering: 25-11-1995 t/m 23-03-1996 | Hitnotering: 25-11-1995 t/m 23-03-1996 | Hitnotering: 25-11-1995 t/m 23-03-1996 | Hitnotering: 25-11-1995 t/m 23-03-1996 | Hitnotering: 25-11-1995 t/m 23-03-1996 | Hitnotering: 25-11-1995 t/m 23-03-1996 | Hitnotering: 25-11-1995 t/m 23-03-1996 | Hitnotering: 25-11-1995 t/m 23-03-1996 |
| Week:                                  | 1                                      | 2                                      | 3                                      | 4                                      | 5                                      | 6                                      | 7                                      | 8                                      | 9                                      | 10                                     | 11                                     | 12                                     | 13                                     | 14                                     | 15                                     | 16                                     | 17                                     |                                        |
| -------------------------------------- | -------------------------------------- | -------------------------------------- | -------------------------------------- | -------------------------------------- | -------------------------------------- | -------------------------------------- | -------------------------------------- | -------------------------------------- | -------------------------------------- | -------------------------------------- | -------------------------------------- | -------------------------------------- | -------------------------------------- | -------------------------------------- | -------------------------------------- | -------------------------------------- | -------------------------------------- | -------------------------------------- |
| Positie:                               | 17                                     | 7                                      | 1                                      | 1                                      | 1                                      | 1                                      | 1                                      | 1                                      | 1                                      | 2                                      | 5                                      | 6                                      | 14                                     | 14                                     | 18                                     | 22                                     | 37                                     | uit                                    |

### Single Top 100 / Mega Top 50
| Positie: | 34 | 7 | 2 | 1 | 1 | 1 | 1 | 1 | 1 | 1 | 2 | 4 | 6 | 9 | 17 | 27 | 37 | uit |

### NPO Radio 2 Top 2000
Ademnood stond alleen in 1999 in de NPO Radio 2 Top 2000, op plek 1596.